# Stazione di Achettas
La stazione di Achettas è una fermata ferroviaria situata nelle campagne a nord-est del comune di Sassari, lungo la ferrovia per Tempio e Palau, utilizzata esclusivamente per i servizi turistici legati al Trenino Verde.

## Storia

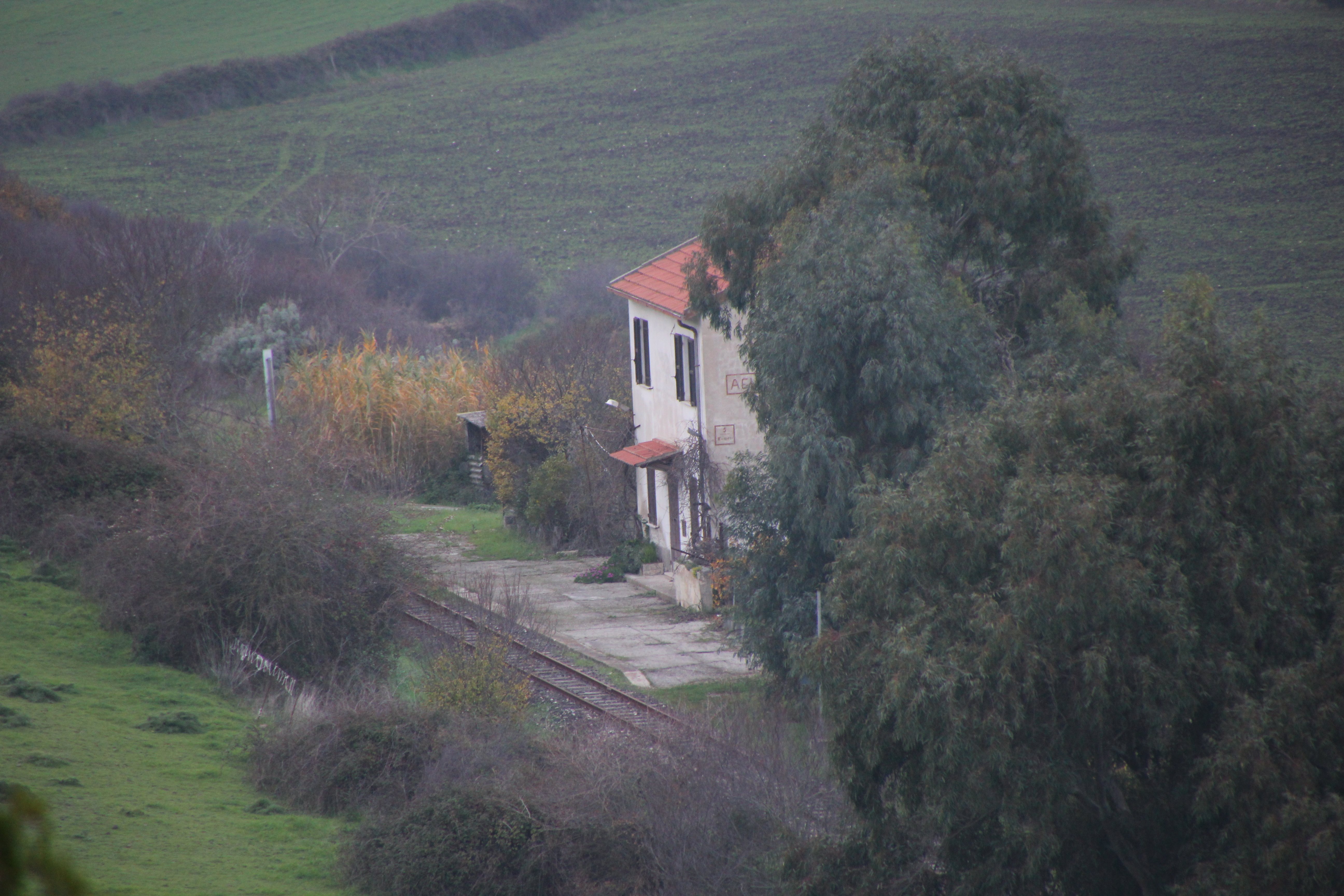
Vista dall'alto dell'impianto, posto a nord-est del nucleo urbano di Sassari

Istituita dalle Strade Ferrate Sarde a metà del Novecento, la fermata risultava in uso negli anni sessanta; alle SFS subentrarono nella titolarità dell'impianto le Ferrovie della Sardegna nel 1989 e in seguito l'ARST nel 2010.
Sotto questa gestione la fermata venne chiusa al servizio di trasporto pubblico ordinario il 1º febbraio 2015, restando attiva per le sole relazioni del Trenino Verde che già interessavano occasionalmente la fermata da alcuni decenni, oltre che con una programmazione a calendario nel periodo estivo dal giugno 1997.

## Strutture e impianti

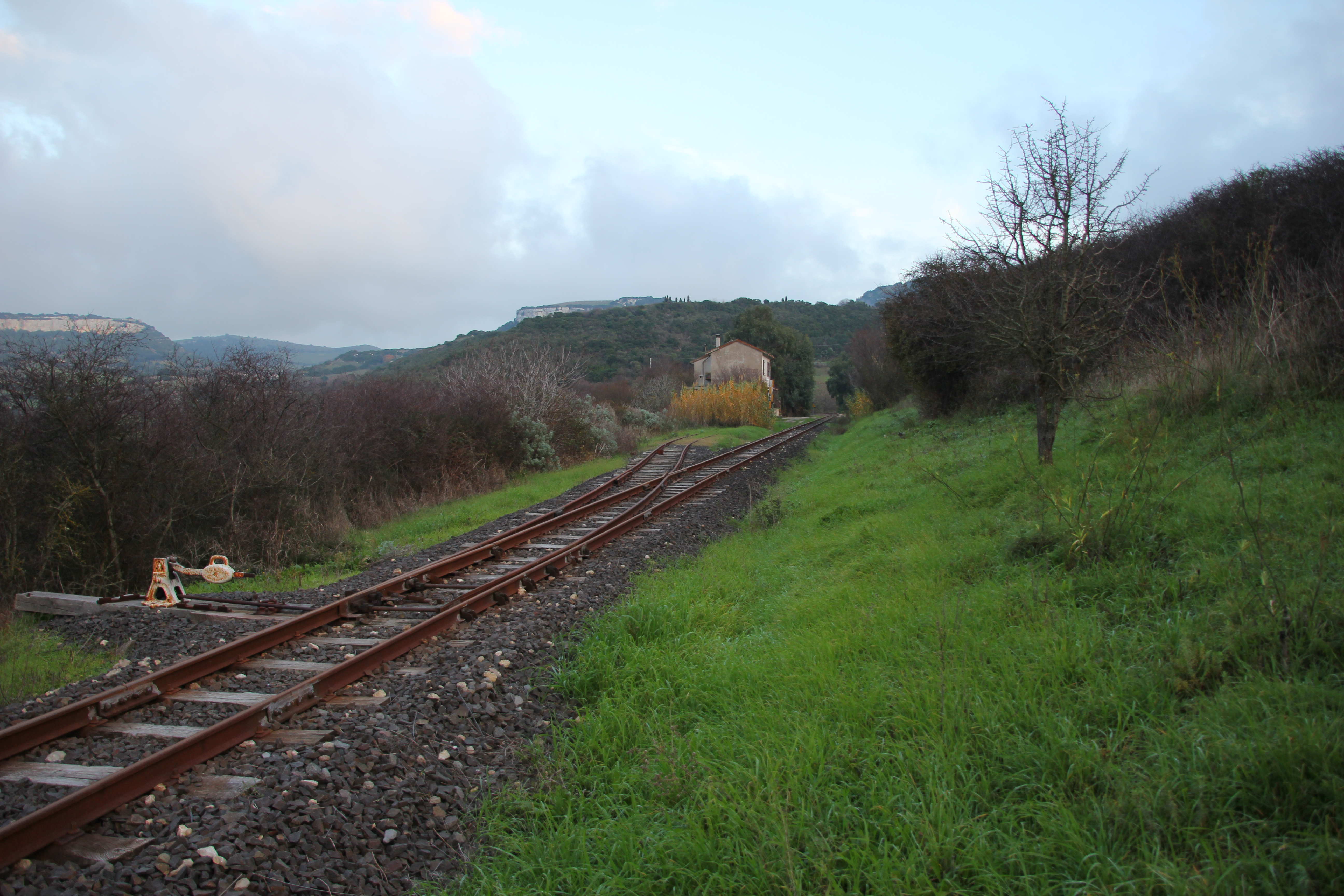
A destra il binario di corsa della fermata, da cui si dirama un tronchino per il rimessaggio di materiale rotabile (sulla sinistra)

La fermata è di tipo passante ed è dotata principalmente del binario di corsa della linea per Palau, avente scartamento da 950 mm e servito da una banchina. Da esso si dirama un breve tronchino, a disposizione per l'eventuale ricovero di materiale rotabile.
L'impianto, impresenziato, è dotato di un fabbricato viaggiatori (chiuso al pubblico), un edificio a pianta quadrata con sviluppo su due piani (più tetto a falde) e tre aperture sul binario di corsa; adiacente ad esso una piccola costruzione ospita le ritirate della fermata.

## Movimento
L'impianto dal febbraio 2015 è utilizzato esclusivamente per le relazioni turistiche del Trenino Verde, effettuate a cura dell'ARST.

## Servizi

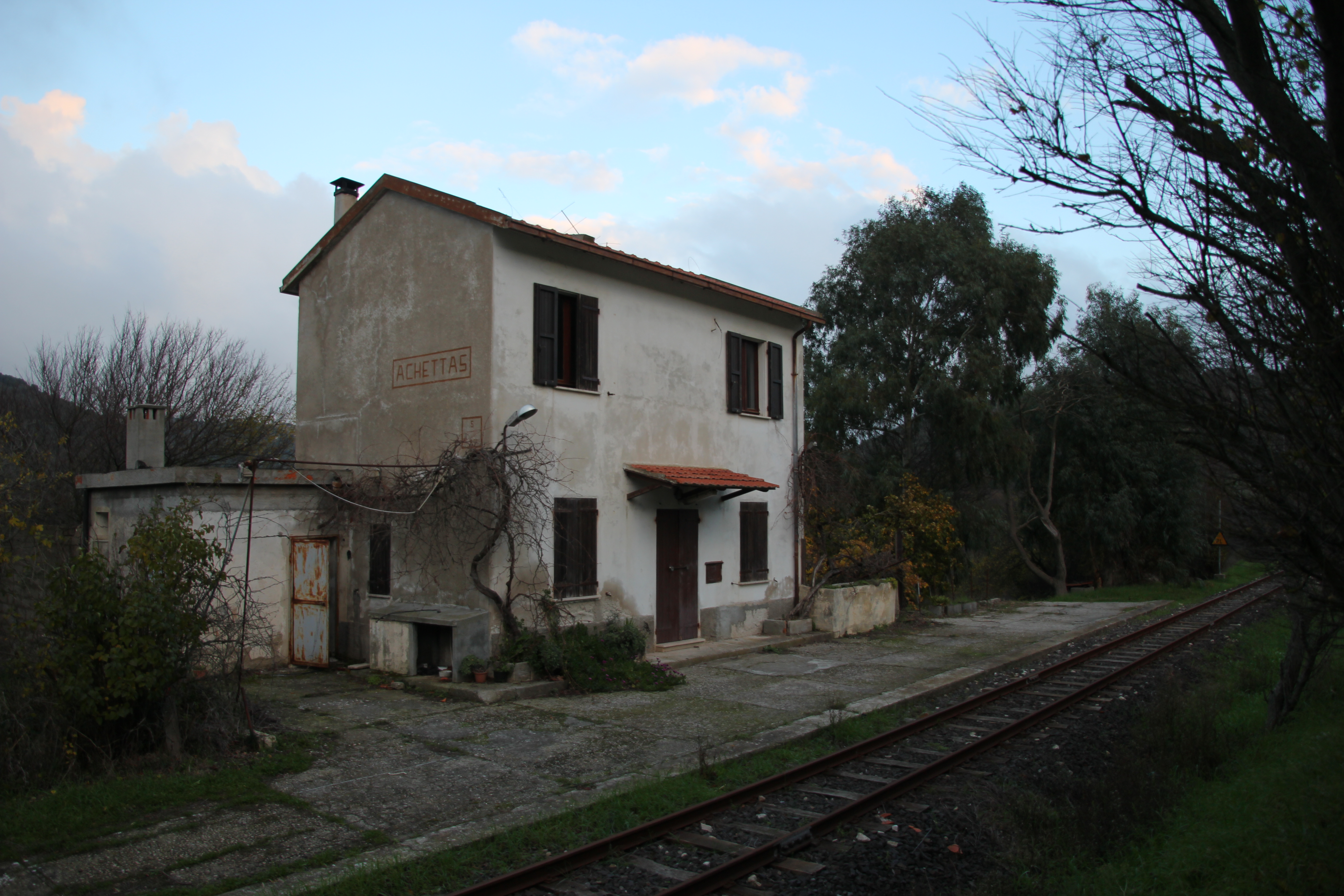
Il fabbricato viaggiatori con adiacente l'edificio dei servizi igienici

La stazione è dotata di servizi igienici, che tuttavia non sono di norma a disposizione dell'utenza.
- Servizi igienici